# Vanuatu aux Jeux paralympiques
Le Vanuatu a participé pour la première fois aux Jeux paralympiques aux Jeux paralympiques d'été de 2000 à Sydney et n'a remporté aucune médaille depuis son entrée en lice dans la compétition.   

## Liste des engagés
| Name              | Games        | Sport        | Event                          | Score         | Rank          |
| ----------------- | ------------ | ------------ | ------------------------------ | ------------- | ------------- |
| George Kalkaua    | 2000 Sydney  | Athlétisme   | Lancer de javelot masculin F58 | 28,06 m       | 6e            |
| Mary Mali Ramel   | 2000 Sydney  | Athlétisme   | Lancer de javelot féminin F44  | 18,99 m       | 5e            |
| Tom Tete          | 2008 Pékin   | Dynamophilie | Hommes -60 kg                  | 80 kg         | 13e           |
| Marcel Houssimoli | 2012 Londres | Athlétisme   | 100m T37                       | 14.55 s       | 9e des séries |
| Marcel Houssimoli | 2012 Londres | Athlétisme   | 200m T37                       | 30.12 s       | 6e des séries |
| Marcel Houssimoli | 2012 Londres | Athlétisme   | 400m T37                       | 1 min 07.61 s | 7e finaliste  |

## Jeux paralympiques de Tokyo
Ken Kahu, né avec la jambe droite sensiblement plus courte que la jambe gauche, se qualifie pour l'épreuve masculine de lancer du javelot catégorie T44 aux Jeux paralympiques en remportant la médaille d'argent aux Jeux de l'Arafura 2019 avec un lancer de 47,60 mètres. Il est sélectionné comme porte-drapeau de la délégation vanuataise pour les Jeux de Tokyo. Étant sans emploi, car issu d'une famille pauvre et n'ayant ni pu compléter sa scolarité ni suivre une formation, il est alors employé à partir de novembre 2019 par le ministère vanuatais des Sports et du Développement de la Jeunesse comme ambassadeur auprès de la jeunesse, ce qui lui permet de toucher un salaire,,,.
Le pays est contraint de renoncer à participer aux Jeux paralympiques d'été de 2020 qui se tiennent en 2021 à Tokyo. La délégation vanuataise aurait eu à transiter par l'Australie où, dans le contexte d'une résurgence de la pandémie de Covid-19 en Australie, ses membres seraient soumis à deux semaines de quarantaine à l'aller et deux au retour, aux frais du comité paralympique vanuatais. Celui-ci indique ne pas avoir les moyens financiers requis. Les athlètes ainsi privés des Jeux sont Marceline Moli (saut en longueur T47, 100 m T46 et 200 m T46), Elie Enock (lancer de disque F57, lancer de poids F57 et lancer de javelot F57) et Ken Kahu (lancer de javelot). Trois autres petits États insulaires du Pacifique se retirent des Jeux pour la même raison,.